# Ostrožská akademie
Ostrožská akademie byla první vzdělávací instituce na Ukrajině a dnes je to veřejná univerzita, která se hlásí k její tradici, a jejíž plný název zní Národní univerzita Ostrožská akademie (ukrajinsky: Національний Університет Острозька Академія). Ostrožská akademie vznikla roku 1576. Je tak nejstarším východoevropským vysokým učením. Jejím zakladatelem byl kyjevský a volyňský vojvoda Konstantin-Vasil Ostrožský. Instituce byla uzavřena v roce 1636, brzy po otevření jezuitské koleje v Ostrohu (v roce 1624). K obnovení akademie došlo roku 1994 prezidentským dekretem Leonida Kravčuka. Roku 2000 získala status univerzity a záhy též národní univerzity. V roce 2009 se stala univerzitou výzkumnou (jednou ze 14 na Ukrajině). Škola sídlí skutečně v místě původní instituce, v malém, patnáctitisícovém městečku Ostroh (leží 50 kilometrů jihovýchodně od Rovna), které však v minulosti patřilo k největším a nejvýznamnějším ukrajinským městům a bylo též nazýváno "Volyňské Athény". Vedení univerzita dnes sídlí v rokokové budově bývalého kapucínského kláštera, který byl postaven roku 1779. Ke slavným absolventům školy patří Cyril Lukaris, Petr Konaševič-Sahajdačnyj nebo Severin Nalivajko, vůdce kozáckého povstání z let 1594-1596.

## Dějiny
Původní akademie byla zaměřena na studium jazyků, studenti se učili latinu, řečtinu, biblickou hebrejštinu, ukrajinštinu a polštinu. To škole dodalo specifický význam svorníku západní a východní kultury. Vyučovaly se ale též gramatika, rétorika, dialektika, aritmetika, geometrie, astronomie a hudba. Okolo roku 1579 založil při akademii Ivan Fedorov tiskárnu. Pod jeho vedením pak vydávala nejvýraznější staroukrajinské tiskoviny. Nejznámější z nich je Bible ostrožská (Острозька Біблія) z roku 1581, první kompletní vydání Bible v církevní slovanštině. Je považována za mistrovské dílo pozdně středověké polygrafie, které sehrálo obrovskou roli v pravoslavné výchově.

## Současnost
Dnešní univerzita má pět větví, dvě fakulty (Fakulta románských a germánských jazyků; Ekonomická fakulta) a tři ústavy (sociálního a humanitního managementu; práva; mezinárodních vztahů a národní bezpečnosti). V rámci programu Erasmus+ škola spolupracuje i s Českem, zvláště pak s Univerzitou Hradec Králové, s níž má i separátní dohodu o spolupráci. Na Ukrajině je nezávislou institucí, nicméně velmi úzce spolupracuje s Kyjevsko-mohyljanskou akademií, jejíž akademici také stáli u zrodu myšlenky na obnovení ostrožské školy.